# Salsola tragus
La barrilla (Salsola tragus sinónimo de Salsola kali), también conocida como cardo ruso en Argentina, es una planta de la familia de las quenopodiáceas que crece en terrenos salados y cuyas cenizas, que contienen muchas sales alcalinas, sirven para obtener la sosa.
Las cenizas son conocidas por el mismo nombre, originariamente la sosa también.

## Descripción
Se trata de una hierba anual que puede alcanzar hasta 1,5 m de altura, globosa, de tallos erectos, profusamente ramificados desde la base. Sus hojas son de tipo filiformes o estrechamente lineares de 1-2,8 mm de ancho por 1-6 cm de largo con ápices sub-espinescentes. Sus semillas se dispersan de un modo muy singular: al madurar la planta se seca y se quiebra en el punto de unión entre el tallo y la raíz, de modo tal que la planta entera comienza a rodar a grandes distancias gracias al viento dispersando las semillas a su paso. A partir del otoño se puede ver en grandes cantidades de plantas apiladas contra cerco y alambrados.

## Hábitat
Es común encontrarla en bordes de las carreteras, rutas, caminos, áreas alteradas, campos de pasturas y cultivos. Por tratarse de una planta colonizadora de ambientes alterados favorece los procesos de recuperación y ayuda a controlar la erosión

## Origen y distribución
Es una planta originaria de Eurasia que ha invadido muchas zonas áridas y semiáridas del globo. En la Argentina se ha descripto para las provincias de Buenos Aires y Mendoza. Por su sistema de eficiente dispersión de semillas mediado por el viento, hace que esta especie sea muy invasiva y maleza de frecuente de pasturas y cultivos.